# Шиньянга (регіон)
Шиньянга (суах. Mkoa wa Shinyanga) — один з 31 регіону  Танзанії. Адміністративний центр — місто Шиньянга. Має площу — 50 781 км², за даними перепису 2012 року його населення становило 1 534 808 осіб.

## Географія
Шиньянга розташована на півночі країни, межує на півночі з регіонами Кагера, Мванза та Мара, на сході — з регіонами Аруша і Маньяра, на півдні — з регіонами Сингіда та Табора, на заході — з регіоном Кігома.

## Адміністративний поділ
Адміністративно регіон поділений на 5 округів:
- Кахама міський
- Кахама
- Шиньянга міський
- Шиньянга сільський
- Кішапу